# Lola Lorente
Lola Lorente és una dibuixant de còmics espanyola nascuda a Bigastro l'any 1980.

## Biografia
Lola Lorente va estudiar Belles arts a València, coneixent el món del còmic durant els seus últims anys de carrera. Amb uns companys es va autoeditar "Fanzine Malalt", que va aconseguir arribar als set lliuraments. També va publicar en revistes com "Dos Veces Breve", "Humo", "Nosotros Somos Los Muertos i "Tos".
Ja l'any 2007 va ser nominada com a autora revelació al Saló Internacional del Còmic de Barcelona.
Va estudiar després Il·lustració a l'Escola Massana de Barcelona. A principis del 2008, va participar en l'exposició titulada Sense nosaltres que va tenir lloc a l'Espai Sinsentido al costat d'altres destacades dibuixants com Rachel Deville, Catel Muller i Sonia Pulido.
Durant un any i mig va residir en el Maison d'Auteurs d'Angulema gràcies a la beca AlhóndigaKomik.
L'any 2012 va rebre finalment el premi a l'autor revelació del Saló del Còmic de Barcelona per la seva obra Sangre de mi sangre (Astiberri).

## Obra
- (2011) Sangre de mi sangre, Novel·la gràfica, editada per Astiberri